# António Serrano
António Manuel Soares Serrano, né le 16 janvier 1965 à Beja, est un universitaire et homme politique portugais, anciennement ministre de l'Agriculture.

## Biographie

### Professionnelle
En 1989, il obtient une licence en gestion des entreprises agricoles à l'université d'Évora, où il passe avec succès un doctorat dans la même discipline, huit ans plus tard. Recteur adjoint de l'université de 1998 à 2002 et directeur du département de gestion des entreprises de l'université entre 1999 et 2003, il devient, en 2005, directeur du cabinet de planification de la politique agro-alimentaire du ministère de l'Agriculture puis président du conseil d'administration de l'hôpital Espírito Santo.

### Politique
Il est nommé ministre de l'Agriculture, du Développement rural et de la Pêche du Portugal le 28 octobre 2009, par le Premier ministre socialiste José Sócrates. Le 17 avril 2011, il est investi tête de liste du Parti socialiste dans le district de Beja pour les élections législatives anticipées du 5 juin.
Il est remplacé, seize jours plus tard, par Assunção Cristas.